# CmapTools

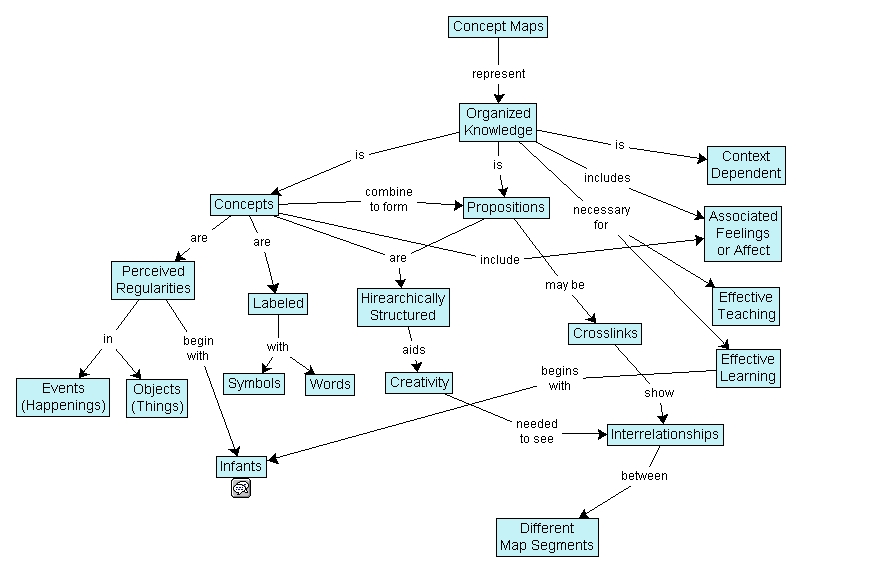
Ejemplo de mapa de conceptos creado con el programa de ordenador IHMC CmapTools.

CmapTools es un programa de ordenador, multiplataforma, que facilita la creación y gestión de mapas de conceptos. Ha sido desarrollado por el Institute for Human & Machine Cognition (IHMC). IHMC es un instituto de investigación sin fines de lucro del Sistema Universitario de Florida y está afiliado a varias universidades de Florida. 
CmapTools Permite que los usuarios creen fácilmente los nodos gráficos que representan conceptos, conectar estos nodos usando líneas, y enlazar palabras para formar una red de proposiciones interrelacionadas que representa el conocimiento sobre un tema. La aplicación se compone de un cliente, CmapTools, y un servidor, CmapServer. También existe una versión para computación en la nube. Este software se utiliza en la enseñanza y en laboratorios de investigación, y en formación corporativa.